# Mikrologistika
Mikrologistika se može promatrati kao jedna od poslovnih funkcija unutar poduzeća. Mikrologistika se odnosi na fenomene kojima se žele ostvariti ciljevi poduzeća. U tom smislu svrha, ciljevi i zadaci mikrologistike proizlaze iz svrhe, ciljeva i zadataka poduzeća.

## Svrha mikrologistike
- optimalno opskrbljivanje poslovnog sustava predmetima rada, energijom i informacijama.
- optimalno opskrbljivanje korisnika proizvodima u željenoj količini, kvaliteti, vremenu i mjestu.
- stalno usavršavanje protoka dobara i informacija kroz sustav tako da se koordinacijom eliminiraju težnje za ostvarivanjem vlastitih parcijalnih ciljeva pojedinih podsustava i da se osigura optimalno postizanje ciljeva sustava kao cjeline.

## Ciljevi mikrologistike
1. Osnovni ciljevi
  - svladavanje prostora
  - svladavanje vremena
2. Specifični ciljevi
  - snižavanje troškova logističkih procesa
  - poboljšanje kvalitete logističkih procesa
  - pružanje dodatnih usluga korisnicima
  - zaštita okoline

### Svladavanje prostora
Svladavanje prostora u logističkim procesima neizbježna je aktivnost koja će utjecati na poslovanje određenog gospodarskog subjekta.
Načela kod svladavanja prostora :
1. skratiti putove skladištenja, unutarnjeg transporta i manipulacije
2. skratiti putove između strojeva u procesu proizvodnje
3. kod manipulacije treba izbjegavati višestruki prekrcaj i križanje putova materijala
4. korištenje treće dimenzije u slaganju i manipuliranju tereta

Kad se govori o svladavanju prostora važno je uzeti u obzir raspored gospodarskih objekata. Čimbenici koji utječu na raspored gospodarskih objekata jesu :
- troškovi prijevoza
- troškovi zaliha i skladištenja
- drugi čimbenici poput političkih, ekonomskih i socijalnih

### Svladavanje vremena
Iako je vrijeme filozofija gledano jednokratna kategorija koju nije moguće nadomjestiti, u ovom kontekstu se želi govoriti o što većem iskorištenju vremena (tzv. vremenska svijest). Važno je napomenuti da se vrijeme ne odnosi samo na brzinu prijevoznih sredstava nego je potrebno uzeti u obzir i vrijeme zaliha i vrijeme manipulacije teretom.
Na svladavanje vremena prvenstveno utječe brzina prijevoznih sredstava, ali i organizacija prijevoza. Pri tome je važno razlikovati brzinu vožnje (efektivna brzina kretanja prijevoznog sredstva) od komercijalne (putne) brzine (ukupna brzina koja uzima u obzir vrijeme u kretanju i mirovanju).
Protuslovlje vremena u logistici → smanjenje vremena u logistici donosi uštede u poslovanju s aspekta smanjenja vremena vezivanja kapitala, ali prekomjerno skraćivanje vremena uzrokuje povećane troškove (npr. goriva) koji mogu biti veći od ušteda.

## Zadaci mikrologistike
- organizacijsko i tehnološko oblikovanje
- planiranje
- upravljanje
- kontrola